# Калинівська сільська рада (Ленінський район)
Кали́нівська сільська́ ра́да — адміністративно-територіальна одиниця та орган місцевого самоврядування в Ленінському районі Автономної Республіки Крим. Адміністративний центр — село Калинівка.

## Загальні відомості
- Населення ради: 2 428 осіб (станом на 2001 рік)

## Населені пункти
Сільській раді були підпорядковані населені пункти:
- с. Калинівка

## Склад ради
Рада складалася з 20 депутатів та голови.
- Голова ради: Вітвицький Олександр Геронієвич

### Керівний склад попередніх скликань
| Прізвище, ім'я, по батькові     | Основні відомості                                                         | Дата обрання | Дата звільнення |
| ------------------------------- | ------------------------------------------------------------------------- | ------------ | --------------- |
| Вітвицький Олександр Геронієвич | Сільський голова, 1950 року народження, член Партії регіонів              | 26.03.2006   | 31.10.2010      |
| Вітвицький Олександр Геронієвич | Сільський голова, 1950 року народження, освіта вища, член Партії регіонів | 31.10.2010   |                 |

Примітка: таблиця складена за даними сайту Верховної Ради України

### Депутати
За результатами місцевих виборів 2010 року депутатами ради стали:

#### За суб'єктами висування
| Суб'єкт висування | Кількість обраних депутатів | %  |
| ----------------- | --------------------------- | -- |
| Партія регіонів   | 17                          | 85 |
| Самовисування     | 2                           | 10 |
| Народна партія    | 1                           | 5  |

#### За округами
| № округу        | Прізвище, ім'я, по батькові    | Дата визнання обраним | Освіта             | Партійна приналежність | Відомості про обраного депутата                                        |
| --------------- | ------------------------------ | --------------------- | ------------------ | ---------------------- | ---------------------------------------------------------------------- |
| Народна Партія  |                                |                       |                    |                        |                                                                        |
| 12              | Аблязімов Ленур Певзієвич      | 02.11.2010            | середня            | член Народної партії   | приватний підприємець                                                  |
| Партія регіонів |                                |                       |                    |                        |                                                                        |
| 1               | Глинна Галина Анатоліївна      | 02.11.2010            | середня            | член Партії регіонів   | тимчасово не працює                                                    |
| 2               | Романова Людмила Аркадіївна    | 02.11.2010            | середня спеціальна | член Партії регіонів   | Ленінська ЦРЛ, медична сестра                                          |
| 4               | Неджиєва Венера Зіядіновна     | 02.11.2010            | середня спеціальна | член Партії регіонів   | Калинівський будинок культури, керівник кримсько-татарського колективу |
| 5               | Богун Сергій Дмитрович         | 02.11.2010            | вища               | член Партії регіонів   | тимчасово не працює                                                    |
| 6               | Абдемінова Майре Аджимуратівна | 02.11.2010            | середня            | член Партії регіонів   | Калинівський відділ зв'язку, завідувачка                               |
| 8               | Сібільова Ірина Петрівна       | 02.11.2010            | вища               | член Партії регіонів   | Ленінська РДА, заступник начальника УПСЗН                              |
| 9               | Жилякова Оксана Миколаївна     | 02.11.2010            | вища               | член Партії регіонів   | фермерське господарство «РАТ», бухгалтер                               |
| 10              | Османов Сервер Мустафайови     | 02.11.2010            | середня            | член Партії регіонів   | приватний підприємець                                                  |
| 11              | Левчук Маргарита Богданівна    | 02.11.2010            | вища               | позапартійна           | Ленінська ДПІ, спеціаліст                                              |
| 13              | Ісупова Людмила Володимирівна  | 02.11.2010            | вища               | позапартійна           | Ленінська ЦРЛ, заступник лікаря по хозчастині                          |
| 14              | Бочарова Любов Петрівна        | 02.11.2010            | середня спеціальна | член Партії регіонів   | ПП «Самсонов», бухгалтер                                               |
| 15              | Богдан Марія Миколаївна        | 02.11.2010            | середня            | член Партії регіонів   | Ленінська РДА, соціальний працівник                                    |
| 16              | Грудачов Микола Семенович      | 02.11.2010            | середня            | член Партії регіонів   | Калинівська загальноосвітня школа, завгосп                             |
| 17              | Власенко Олександр Іванович    | 02.11.2010            | середня            | член Партії регіонів   | Северокримська нафтобаза, водій                                        |
| 18              | Дервішева Мейрем Музафарівна   | 02.11.2010            | середня спеціальна | член Партії регіонів   | Ленінський райавтодор, бухгалтер                                       |
| 19              | Бондаренко Олена Олександрівна | 02.11.2010            | середня спеціальна | член Партії регіонів   | Калинівська сільська рада, бухгалтер                                   |
| 20              | Радченко Ольга Іванівна        | 02.11.2010            | вища               | член Партії регіонів   | Калинівська сільська рада, секретар                                    |
| Самовисування   |                                |                       |                    |                        |                                                                        |
| 3               | Шевлякова Наталя Вікторівна    | 02.11.2010            | середня спеціальна | член Партії регіонів   | ПП «Фазілов», реалізатор                                               |
| 7               | Карпан Вадим Васильович        | 10.01.2011            | середня            | член Партії регіонів   | тимчасово не працює                                                    |